# Peptydy antydrobnoustrojowe

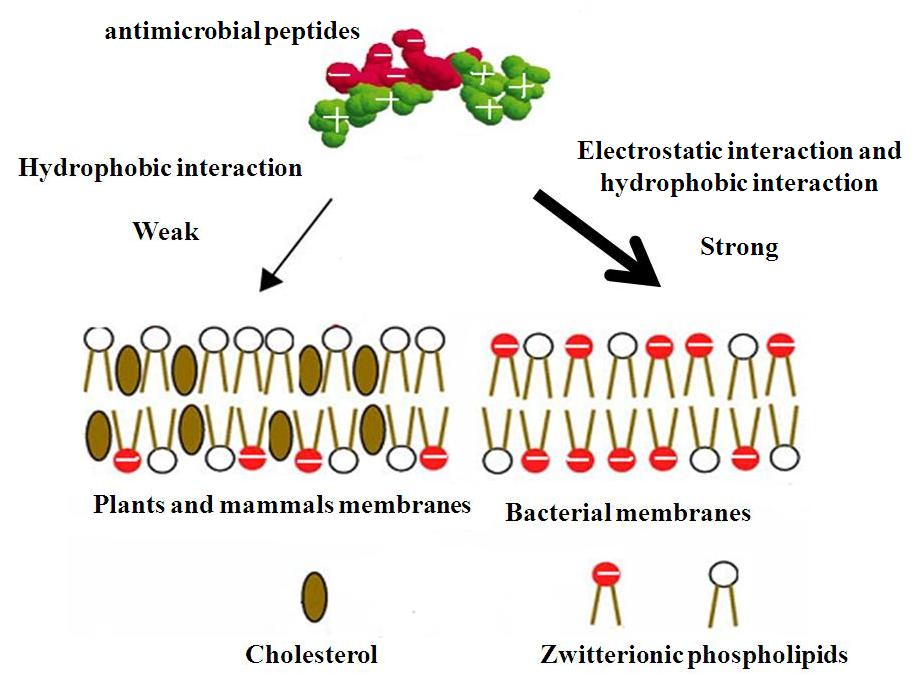
Podstawy molekularne selektywności komórek peptydów antydrobnoustrojowych

Peptydy antydrobnoustrojowe (AMP, z ang. antimicrobial peptides), zwane również antybiotykami peptydowymi lub peptydami kationowymi – rodzaj peptydów, obejmujący wszystkie oligo- i polipeptydy, które zabijają drobnoustroje lub hamują ich wzrost, w tym peptydy, które powstały w wyniku oddzielenia się od większych białek, a także peptydy syntetyzowane nie rybosomalnie.
Po raz pierwszy zostały opisane na początku lat osiemdziesiątych u zranionych żab i ropuch. Bezpośrednio po zranieniu, zaobserwowano u nich wydzielanie substancji zabijających drobnoustroje, które nazwano magaininami. Mechanizm działania polegał na przyłączaniu się cząsteczek magininy do drobnoustrojów i niszczeniu ich błon komórkowych. Późniejsze odkrycie pokrewieństwa pomiędzy magaininami a substancjami wykrytymi u innych gatunków (takimi jak cekropiny u ciem, tachyplezyny u krabów, tioniny u roślin oraz defensyny u ssaków) doprowadziło do wysunięcia hipotezy, że białka antydrobnoustrojowe należą do najstarszych mechanizmów obronnych organizmów wszystkich królestw zarówno roślin jak i zwierząt.

## Klasyfikacja peptydów antydrobnoustrojowych
Klasyfikacja jest niezwykle trudna ze względu na różnorodność budowy. Obecnie przyjmowany podział wyróżnia:
- peptydy z dominującą zawartością jednego lub kilku aminokwasów (często Pro, Trp, Arg, His),
- peptydy ze strukturą przeważnie β-płaszczyznową i wewnątrzcząsteczkowym wiązaniem dwusiarczkowym (defensyny i protegryny)
- α-helikalne peptydy o właściwościach amfipatycznych (magaininy, cekropiny).

Wyróżniono także inne klasy peptydów, mianowicie, peptydy o strukturze pętli z pojedynczym mostkiem dwusiarczkowym, fragmenty peptydów i peptydy anionowe, połączone czynnikami powierzchniowymi.

## Mechanizmy przenikania AMP przez błonę cytoplazmatyczną
Peptydy antydrobnoustrojowe mogą przenikać przez błonę cytoplazmatyczną według różnych mechanizmów:
- mechanizm klepek beczki – polega na kumulacji peptydów na kształt klepek beczki, gdzie niepolarne części wyścielają lipidy błony, a hydrofilowa wewnętrzna powierzchnia tworzy szczeliny
- mechanizm łączących się kanałów, gdzie po połączeniu się z błoną AMP tworzą skupiska, a następnie wytwarzają szczeliny w błonie, wnikając do wnętrza komórki
- mechanizm dywanowy, gdzie białka pokrywają szczelnie powierzchnię błony wywierając nacisk, czego efektem jest załamanie się konstrukcji błony[2][3]
- mechanizm robakowatego zagięcia błony zewnętrznej ściany komórkowej (hipotetyczny), gdzie powierzchnia błony zgina się charakterystycznie w tył za siebie, na kształt wnętrza wału formując tym samym szczelinę, co powoduje rozszerzenie się w regionie głównych grup dwuwarstwy lipidowej[4]